# ماري جي بلايج
ماري جي بلايج (بالإنجليزية: Mary J. Blige)‏ واسمها الحقيقي ماري جين بلايج هي مطربة ومنتجة موسيقية أمريكية مولودة في يونكرز، نيويورك سنة 1971 وحاصلة على جائزة غرامي ثلاث مرات وتلقب ب«ملكة الهيب هوب سول» باعت ألبوماتها منذ 1992 أكثر من 40 مليون نسخة.

## روابط خارجية
- ماري جي بلايج على موقع IMDb (الإنجليزية)
- ماري جي بلايج على موقع الموسوعة البريطانية (الإنجليزية)
- ماري جي بلايج على موقع ألو سيني (الفرنسية)
- ماري جي بلايج على موقع ميوزك برينز (الإنجليزية)
- ماري جي بلايج على موقع رولينغ ستون (الإنجليزية)
- ماري جي بلايج على موقع أول موفي (الإنجليزية)
- ماري جي بلايج على موقع إن إن دي بي (الإنجليزية)
- ماري جي بلايج على موقع أول ميوزيك (الإنجليزية)
- ماري جي بلايج على موقع ديسكوغز (الإنجليزية)
- ماري جي بلايج على موقع قاعدة بيانات الفيلم (الإنجليزية)